# Ligornetto
Ligornetto é uma comuna da Suíça, no Cantão Tessino, com cerca de 1.441 habitantes. Estende-se por uma área de 2,01 km², de densidade populacional de 717 hab/km². Confina com as seguintes comunas: Besazio, Clivio (IT-VA), Genestrerio, Rancate, Stabio.
A língua oficial nesta comuna é o Italiano.